# Котевска, Тамара
Тамара Котевска (макед. Тамара Котевска; род. 9 августа 1993) —  северомакедонский режиссёр, наиболее известная благодаря документальному фильму «Страна мёда».

## Биография
Котевска  родилась в Прилепе, Республика Македония (ныне Северная Македония). Обучалась по стипендии в американской старшей школе..  Окончила факультет драматического искусства Университета Святых Кирилла и Мефодия в Скопье  с акцентом на документальное кино.
В 2017 году вместе с Любомиром Стефановым снимала документальный фильм  «Озеро яблок». Их следующая совместная работа «Страна мёда» принесла Северной Македонии две номинации на  премию Американской киноакадемии.